# Cúp FA Hàn Quốc 2003
Cúp FA Hàn Quốc 2003, hay Cúp FA Hana Bank vì lý do tài trợ, là mùa giải thứ 8 của Cúp FA Hàn Quốc.

## Kết quả

### Vòng Sơ loại

#### Bảng 1 - Seoul A
| Đội         | St | T | H | T | BT | BB | HS  | Đ  |
| ----------- | -- | - | - | - | -- | -- | --- | -- |
| Union FC    | 5  | 4 | 0 | 1 | 35 | 8  | 27  | 12 |
| Bukak Club  | 5  | 4 | 0 | 1 | 21 | 6  | 15  | 12 |
| Seongsim FC | 5  | 3 | 0 | 2 | 15 | 13 | 2   | 9  |
| Victor SC   | 5  | 2 | 0 | 3 | 21 | 18 | 3   | 6  |
| Oemun       | 5  | 2 | 0 | 3 | 15 | 21 | -6  | 6  |
| FC Yeonhui  | 5  | 0 | 0 | 5 | 6  | 47 | -41 | 0  |

| 27 tháng 4 năm 2003 |      |             |                       |
| FC Yeonhui          | 2–13 | Victor SC   | Paju NFC              |
| Seongsim FC         | 2–0  | Union FC    | Paju NFC              |
| Oemun               | 0–2  | Bukak Club  | Paju NFC              |
| 4 tháng 5 năm 2003  |      |             |                       |
| Victor SC           | 0–3  | Bukak Club  | Paju NFC              |
| Union FC            | 15–0 | FC Yeonhui  | Paju NFC              |
| Seongsim FC         | 4–2  | Oemun       | Paju NFC              |
| 11 tháng 5 năm 2003 |      |             |                       |
| Union FC            | 10–2 | Oemun       | Paju NFC              |
| Victor SC           | 3–2  | Seongsim FC | Paju NFC              |
| FC Yeonhui          | 1–7  | Bukak Club  | Paju NFC              |
| 18 tháng 5 năm 2003 |      |             |                       |
| Oemun               | 6–2  | FC Yeonhui  | Sân vận động Hyochang |
| Bukak Club          | 7–1  | Seongsim FC | Sân vận động Hyochang |
| Union FC            | 6–2  | Victor SC   | Sân vận động Hyochang |
| 6 tháng 6 năm 2003  |      |             |                       |
| Bukak Club          | 2–4  | Union FC    | Paju NFC              |
| Oemun               | 5–3  | Victor SC   | Paju NFC              |
| FC Yeonhui          | 1–6  | Seongsim FC | Paju NFC              |

#### Bảng 2 - Seoul B
| Đội           | St | T | H | B | BT | BB | HS  | Đ  |
| ------------- | -- | - | - | - | -- | -- | --- | -- |
| FC Challenger | 5  | 4 | 1 | 0 | 27 | 11 | 16  | 13 |
| FC System     | 5  | 3 | 2 | 0 | 24 | 15 | 9   | 11 |
| Hwangso FC    | 5  | 3 | 0 | 2 | 27 | 13 | 14  | 9  |
| Korail Area   | 5  | 1 | 2 | 2 | 13 | 19 | -6  | 5  |
| Squad SC      | 5  | 1 | 1 | 3 | 24 | 22 | 2   | 4  |
| IAKAS         | 5  | 0 | 0 | 5 | 6  | 41 | -35 | 0  |

| 27 tháng 4 năm 2003 |      |               |                       |
| FC System           | 5–3  | Hwangso FC    | Paju NFC              |
| Squad SC            | 3–4  | FC Challenger | Paju NFC              |
| IAKAS               | 1–4  | Korail Area   | Paju NFC              |
| 4 tháng 5 năm 2003  |      |               |                       |
| Hwangso FC          | 6–2  | Korail Area   | Paju NFC              |
| FC Challenger       | 4–4  | FC System     | Paju NFC              |
| Squad SC            | 12–2 | IAKAS         | Paju NFC              |
| 11 tháng 5 năm 2003 |      |               |                       |
| FC Challenger       | 8–1  | IAKAS         | Paju NFC              |
| Hwangso FC          | 6–2  | Squad SC      | Paju NFC              |
| FC System           | 2–2  | Korail Area   | Paju NFC              |
| 18 tháng 5 năm 2003 |      |               |                       |
| IAKAS               | 2–6  | FC System     | Paju NFC              |
| Korail Area         | 3–3  | Squad SC      | Paju NFC              |
| FC Challenger       | 4–1  | Hwangso FC    | Paju NFC              |
| 6 tháng 6 năm 2003  |      |               |                       |
| Korail Area         | 2–7  | FC Challenger | Sân vận động Hyochang |
| IAKAS               | 0–11 | Hwangso FC    | Sân vận động Hyochang |
| FC System           | 7–4  | Squad SC      | Paju NFC              |

#### Bảng 3 - Seoul C
| Đội           | St | T | H | B | BT | BB | HS  | Đ  |
| ------------- | -- | - | - | - | -- | -- | --- | -- |
| Soccer mania  | 5  | 5 | 0 | 0 | 44 | 3  | 41  | 15 |
| Scorpions     | 5  | 4 | 0 | 1 | 28 | 10 | 18  | 12 |
| FC Eruja      | 5  | 2 | 1 | 2 | 11 | 19 | -8  | 7  |
| FC N.Joven    | 5  | 1 | 2 | 2 | 9  | 23 | -14 | 5  |
| Hanmaeum FC   | 5  | 1 | 0 | 4 | 10 | 24 | -14 | 3  |
| Black Cats FC | 5  | 0 | 1 | 4 | 10 | 33 | -23 | 1  |

| 27 tháng 4 năm 2003 |      |               |                       |
| Black Cats FC       | 3–3  | FC N.Joven    | Paju NFC              |
| Hanmaeum FC         | 0–13 | Soccer mania  | Paju NFC              |
| FC Eruja            | 1–7  | Scorpions     | Paju NFC              |
| 4 tháng 5 năm 2003  |      |               |                       |
| FC N.Joven          | 0–9  | Scorpions     | Paju NFC              |
| Soccer mania        | 11–1 | Black Cats FC | Paju NFC              |
| Hanmaeum FC         | 1–2  | FC Eruja      | Paju NFC              |
| 11 tháng 5 năm 2003 |      |               |                       |
| Soccer mania        | 7–0  | FC Eruja      | Sân vận động Hyochang |
| FC N.Joven          | 3–0  | Hanmaeum FC   | Paju NFC              |
| Black Cats FC       | 3–6  | Scorpions     | Paju NFC              |
| 18 tháng 5 năm 2003 |      |               |                       |
| FC Eruja            | 6–2  | Black Cats FC | Sân vận động Hyochang |
| Soccer mania        | 9–1  | FC N.Joven    | Paju NFC              |
| Scorpions           | 5–2  | Hanmaeum FC   | Sân vận động Hyochang |
| 6 tháng 6 năm 2003  |      |               |                       |
| Scorpions           | 1–4  | Soccer mania  | Sân vận động Hyochang |
| FC Eruja            | 2–2  | FC N.Joven    | Sân vận động Hyochang |
| Black Cats FC       | 1–7  | Hanmaeum FC   | Sân vận động Hyochang |

#### Bảng 4 – Gyeonggi (Tây Nam)
| Đội               | St | T | H | B | BT | BB | HS  | Đ  |
| ----------------- | -- | - | - | - | -- | -- | --- | -- |
| JEI Education FC  | 5  | 4 | 1 | 0 | 37 | 1  | 38  | 13 |
| FC Ace            | 5  | 4 | 1 | 0 | 23 | 8  | 15  | 13 |
| Hwaseong Unicorns | 5  | 3 | 0 | 2 | 17 | 14 | 3   | 9  |
| FC Ansan          | 5  | 2 | 0 | 3 | 14 | 16 | -2  | 6  |
| FC Impact         | 5  | 1 | 0 | 4 | 7  | 38 | -31 | 3  |
| Stripe            | 5  | 0 | 0 | 5 | 6  | 27 | -21 | 0  |

| 4 tháng 5 năm 2003  |      |                   |                                      |                                   |
| FC Ansan            | 1–6  | Hwaseong Unicorns | Sân bắn cung Ansan                   |                                   |
| FC Impact           | 2–10 | FC Ace            | Sân bắn cung Ansan                   |                                   |
| JEI Education FC    | 8–0  | Stripe            | Sân bắn cung Ansan                   |                                   |
| 11 tháng 5 năm 2003 |      |                   |                                      |                                   |
| FC Impact           | 1–20 | JEI Education FC  | Sân phụ Sân vận động World Cup Suwon |                                   |
| Stripe              | 3–6  | Hwaseong Unicorns | Sân phụ Sân vận động World Cup Suwon |                                   |
| FC Ace              | 3–1  | FC Ansan          | Sân phụ Sân vận động World Cup Suwon |                                   |
| 18 tháng 5 năm 2003 |      |                   |                                      |                                   |
| Hwaseong Unicorns   | vs   | FC Impact         | Sân bắn cung Ansan                   | kết quả 2-0 cho Hwaseong Unicorns |
| FC Ace              | 3–6  | JEI Education FC  | Sân bắn cung Ansan                   |                                   |
| Stripe              | 3–1  | FC Ansan          | Sân bắn cung Ansan                   |                                   |
| 25 tháng 5 năm 2003 |      |                   |                                      |                                   |
| JEI Education FC    | 4–0  | FC Ansan          | Sân phụ Sân vận động World Cup Suwon |                                   |
| FC Impact           | 2–0  | Stripe            | Sân phụ Sân vận động World Cup Suwon |                                   |
| Hwaseong Unicorns   | 3–5  | FC Ace            | Sân phụ Sân vận động World Cup Suwon |                                   |
| 6 tháng 6 năm 2003  |      |                   |                                      |                                   |
| Stripe              | 2–5  | FC Ace            | Sân phụ Sân vận động World Cup Suwon |                                   |
| FC Ansan            | 6–2  | FC Impact         | Sân phụ Sân vận động World Cup Suwon |                                   |
| JEI Education FC    | 5–0  | Hwaseong Unicorns | Sân phụ Sân vận động World Cup Suwon |                                   |

#### Bảng 5 – Gyeonggi (Bắc)
| Đội           | St | T | H | B | BT | BB | HS  | Đ  |
| ------------- | -- | - | - | - | -- | -- | --- | -- |
| Bongshin Club | 5  | 4 | 0 | 1 | 29 | 8  | 21  | 12 |
| J Club        | 5  | 3 | 1 | 1 | 18 | 16 | 2   | 10 |
| Yangju FC     | 5  | 2 | 2 | 1 | 12 | 9  | 3   | 8  |
| FC Race       | 5  | 2 | 2 | 1 | 14 | 13 | 1   | 8  |
| Hanwoori      | 5  | 1 | 1 | 3 | 9  | 12 | -3  | 4  |
| Paju Dragons  | 5  | 0 | 0 | 5 | 4  | 28 | -24 | 0  |

| 4 tháng 5 năm 2003  |      |               |                                      |                          |
| FC Race             | 4–4  | J Club        | Sân phụ Sân vận động World Cup Suwon |                          |
| Hanwoori            | 3–3  | Yangju FC     | Sân phụ Sân vận động World Cup Suwon |                          |
| Bongshin Club       | 15–0 | Paju Dragons  | Sân phụ Sân vận động World Cup Suwon |                          |
| 11 tháng 5 năm 2003 |      |               |                                      |                          |
| Hanwoori            | 2–3  | Bongshin Club | Sân vận động Yeoncheon               |                          |
| Paju Dragons        | 2–5  | J Club        | Sân vận động Yeoncheon               |                          |
| Yangju FC           | 2–2  | FC Race       | Sân vận động Yeoncheon               |                          |
| 25 tháng 5 năm 2003 |      |               |                                      |                          |
| Bongshin Club       | 5–2  | FC Race       | Sân vận động Sungui Incheon          |                          |
| Hanwoori            | vs   | Paju Dragons  | Sân vận động Sungui Incheon          | kết quả 2-0 cho Hanwoori |
| J Club              | 1–5  | Yangju FC     | Sân vận động Sungui Incheon          |                          |
| 1 tháng 6 năm 2003  |      |               |                                      |                          |
| J Club              | 4–2  | Hanwoori      | Yangju Đại học Cao Ly                |                          |
| Yangju FC           | 0–3  | Bongshin Club | Yangju Đại học Cao Ly                |                          |
| Paju Dragons        | 2–4  | FC Race       | Yangju Đại học Cao Ly                |                          |
| 6 tháng 6 năm 2003  |      |               |                                      |                          |
| Paju Dragons        | 0–2  | Yangju FC     | Sân vận động Yeoncheon               |                          |
| FC Race             | 2–0  | Hanwoori      | Sân vận động Yeoncheon               |                          |
| Bongshin Club       | 3–4  | J Club        | Sân vận động Yeoncheon               |                          |

#### Bảng 6 – Gyeonggi (Đông) & Gangwon
| Đội                     | St | T | H | B | BT | BB | HS  | Đ  |
| ----------------------- | -- | - | - | - | -- | -- | --- | -- |
| Guri EOS                | 5  | 4 | 0 | 1 | 17 | 5  | 12  | 12 |
| Myongji Unicorns        | 5  | 2 | 1 | 2 | 16 | 9  | 7   | 7  |
| Đại học Sangji Halfline | 5  | 2 | 1 | 2 | 15 | 11 | 4   | 7  |
| Icheon Daewol           | 5  | 2 | 0 | 3 | 12 | 18 | -6  | 6  |
| Daegwallyeong FC        | 5  | 2 | 0 | 3 | 11 | 19 | -8  | 6  |
| Seongnam Jeongbo FC     | 5  | 1 | 0 | 4 | 8  | 21 | -13 | 3  |

| 4 tháng 5 năm 2003      |     |                         |                        |                                     |
| Đại học Sangji Halfline | vs  | Guri EOS                | Sân vận động Gangneung | kết quả 2-0 cho Guri EOS            |
| Icheon Daewol           | 1–7 | Myongji Unicorns        | Sân vận động Gangneung |                                     |
| Daegwallyeong FC        | 3–2 | Seongnam Jeongbo FC     | Sân vận động Gangneung |                                     |
| 11 tháng 5 năm 2003     |     |                         |                        |                                     |
| Myongji Unicorns        | 2–3 | Guri EOS                | Yongin Đại học Myongji |                                     |
| Seongnam Jeongbo FC     | 0–5 | Đại học Sangji Halfline | Yongin Đại học Myongji |                                     |
| Icheon Daewol           | 5–3 | Daegwallyeong FC        | Yongin Đại học Myongji |                                     |
| 18 tháng 5 năm 2003     |     |                         |                        |                                     |
| Đại học Sangji Halfline | 3–1 | Icheon Daewol           | Sân vận động Icheon    |                                     |
| Myongji Unicorns        | 4–0 | Daegwallyeong FC        | Sân vận động Icheon    |                                     |
| Seongnam Jeongbo FC     | 1–8 | Guri EOS                | Sân vận động Icheon    |                                     |
| 25 tháng 5 năm 2003     |     |                         |                        |                                     |
| Daegwallyeong FC        | 0–4 | Guri EOS                | Sân vận động Icheon    |                                     |
| Icheon Daewol           | 5–3 | Seongnam Jeongbo FC     | Sân vận động Icheon    |                                     |
| Đại học Sangji Halfline | 3–3 | Myongji Unicorns        | Sân vận động Icheon    |                                     |
| 1 tháng 6 năm 2003      |     |                         |                        |                                     |
| Seongnam Jeongbo FC     | vs  | Myongji Unicorns        | Yongin Đại học Myongji | kết quả 2-0 cho Seongnam Jeongbo FC |
| Daegwallyeong FC        | 5–4 | Đại học Sangji Halfline | Yongin Đại học Myongji |                                     |
| Guri EOS                | vs  | Icheon Daewol           | Yongin Đại học Myongji | không diễn ra, đều thua 0-2         |

#### Bảng 7 - Daejeon/Chungbuk/Jeonbuk
| Đội              | St | T | H | B | BT | BB | HS  | Đ  |
| ---------------- | -- | - | - | - | -- | -- | --- | -- |
| Chungju Solveige | 5  | 5 | 0 | 0 | 20 | 6  | 14  | 15 |
| Hanuri           | 5  | 4 | 0 | 1 | 12 | 4  | 8   | 12 |
| FC Hero          | 5  | 3 | 0 | 2 | 8  | 9  | -1  | 9  |
| Daejeon United   | 5  | 0 | 0 | 5 | 0  | 10 | -10 | 0  |
| GCM Club         | 5  | 0 | 0 | 5 | 0  | 10 | -10 | 0  |
| Buan Holy        | 5  | 0 | 0 | 5 | 3  | 16 | -13 | 0  |

| 27 tháng 4 năm 2003 |     |                  |                       |                                  |
| Hanuri              | vs  | Daejeon United   | Sân vận động Cheongju | kết quả 2-0 cho Hanuri           |
| Chungju Solveige    | 8–3 | Buan Holy        | Sân vận động Cheongju |                                  |
| FC Hero             | vs  | GCM Club         | Sân vận động Cheongju | kết quả 2-0 cho FC Hero          |
| 4 tháng 5 năm 2003  |     |                  |                       |                                  |
| Chungju Solveige    | vs  | Daejeon United   | Sân vận động Cheongju | kết quả 2-0 cho Chungju Solveige |
| FC Hero             | vs  | Buan Holy        | Sân vận động Cheongju | kết quả 2-0 cho FC Hero          |
| Hanuri              | vs  | GCM Club         | Sân vận động Cheongju | kết quả 2-0 cho Hanuri           |
| 11 tháng 5 năm 2003 |     |                  |                       |                                  |
| Daejeon United      | vs  | GCM Club         | Sân vận động Daejeon  | không diễn ra, đều thua 0-2      |
| Buan Holy           | vs  | Hanuri           | Sân vận động Daejeon  | kết quả 2-0 cho Hanuri           |
| FC Hero             | 2–4 | Chungju Solveige | Sân vận động Daejeon  |                                  |
| 18 tháng 5 năm 2003 |     |                  |                       |                                  |
| Buan Holy           | vs  | Daejeon United   | Sân vận động Jeonju   | không diễn ra, đều thua 0-2      |
| FC Hero             | 0–5 | Hanuri           | Sân vận động Jeonju   |                                  |
| GCM Club            | vs  | Chungju Solveige | Sân vận động Jeonju   | kết quả 2-0 cho Chungju Solveige |
| 25 tháng 5 năm 2003 |     |                  |                       |                                  |
| FC Hero             | vs  | Daejeon United   | Sân vận động Cheongju | kết quả 2-0 cho FC Hero          |
| Buan Holy           | vs  | GCM Club         | Sân vận động Cheongju | không diễn ra, đều thua 0-2      |
| Hanuri              | 1–4 | Chungju Solveige | Sân vận động Cheongju |                                  |

#### Bảng 8 - Busan/Gyeongnam
| Đội            | St | T | H | B | BT | BB | HS  | Đ  |
| -------------- | -- | - | - | - | -- | -- | --- | -- |
| Dau Club       | 5  | 5 | 0 | 0 | 41 | 6  | 35  | 15 |
| Tongyeong City | 5  | 4 | 0 | 1 | 37 | 7  | 30  | 12 |
| Elysion        | 5  | 3 | 0 | 2 | 23 | 28 | -5  | 9  |
| White Snow     | 5  | 2 | 0 | 3 | 8  | 26 | -18 | 6  |
| Haeseong FC    | 5  | 1 | 0 | 4 | 5  | 18 | -13 | 3  |
| Woljin Club    | 5  | 0 | 0 | 5 | 7  | 36 | -29 | 0  |

| 27 tháng 4 năm 2003 |      |                |                       |                             |
| Woljin Club         | 4–7  | Elysion        | Sân vận động Baegunpo |                             |
| Tongyeong City      | 1–4  | Dau Club       | Sân vận động Baegunpo |                             |
| Haeseong FC         | vs   | White Snow     | Sân vận động Baegunpo | kết quả 2-0 cho White Snow  |
| 11 tháng 5 năm 2003 |      |                |                       |                             |
| Woljin Club         | 1–9  | Dau Club       | Sân vận động Baegunpo |                             |
| Elysion             | 7–2  | White Snow     | Sân vận động Baegunpo |                             |
| Haeseong FC         | 1–6  | Tongyeong City | Sân vận động Baegunpo |                             |
| 1 tháng 6 năm 2003  |      |                |                       |                             |
| Woljin Club         | 1–14 | Tongyeong City | Sân vận động Changwon |                             |
| Elysion             | 4–2  | Haeseong FC    | Sân vận động Changwon |                             |
| Dau Club            | 9–0  | White Snow     | Sân vận động Changwon |                             |
| 6 tháng 6 năm 2003  |      |                |                       |                             |
| Woljin Club         | vs   | Haeseong FC    | Sân vận động Changwon | kết quả 2-0 cho Haeseong FC |
| Elysion             | 4–13 | Dau Club       | Sân vận động Changwon |                             |
| Tongyeong City      | 9–0  | White Snow     | Sân vận động Changwon |                             |
| 8 tháng 6 năm 2003  |      |                |                       |                             |
| Woljin Club         | 1–4  | White Snow     | Sân vận động Baegunpo |                             |
| Elysion             | 1–7  | Tongyeong City | Sân vận động Baegunpo |                             |
| Dau Club            | 6–0  | Haeseong FC    | Sân vận động Baegunpo |                             |

#### Bảng 9 - Daegu/Gyeongbuk/Ulsan
| Đội           | St | T | H | B | BT | BB | HS  | Đ  |
| ------------- | -- | - | - | - | -- | -- | --- | -- |
| Pohang City   | 4  | 4 | 0 | 0 | 22 | 6  | 16  | 12 |
| Sinu Club     | 4  | 3 | 0 | 1 | 18 | 2  | 16  | 9  |
| Seongseo FC   | 4  | 2 | 0 | 2 | 13 | 10 | 3   | 6  |
| Football Love | 4  | 1 | 0 | 3 | 13 | 20 | -7  | 3  |
| Good People   | 4  | 0 | 0 | 4 | 3  | 31 | -28 | 0  |

| 27 tháng 4 năm 2003 |      |               |                                          |  |
| Good People         | 0–6  | Seongseo FC   | Sân vận động Pohang                      |  |
| Pohang City         | 2–1  | Sinu Club     | Sân vận động Pohang                      |  |
| 4 tháng 5 năm 2003  |      |               |                                          |  |
| Good People         | 1–9  | Football Love | Sân vận động Daegu Riverside             |  |
| Pohang City         | 6–1  | Seongseo FC   | Sân vận động Daegu Riverside             |  |
| 11 tháng 5 năm 2003 |      |               |                                          |  |
| Sinu Club           | 10–0 | Good People   | Sân vận động Daegu Riverside             |  |
| Football Love       | 2–6  | Seongseo FC   | Sân vận động Daegu Riverside             |  |
| 18 tháng 5 năm 2003 |      |               |                                          |  |
| Pohang City         | 6–2  | Good People   | Sân vận động Pohang                      |  |
| Sinu Club           | 5–0  | Football Love | Sân vận động Pohang                      |  |
| 25 tháng 5 năm 2003 |      |               |                                          |  |
| Seongseo FC         | 0–2  | Sinu Club     | Sân phụ Sân vận động bóng đá Ulsan Munsu |  |
| Pohang City         | 8–2  | Football Love | Sân phụ Sân vận động bóng đá Ulsan Munsu |  |

#### Play-off
Xếp hạng các đội nhì bảng
| Vị thứ | Đội               | St | T | H | B | BT | BB | HS | Đ  | Bảng   | Remark   |
| ------ | ----------------- | -- | - | - | - | -- | -- | -- | -- | ------ | -------- |
| 1      | FC Ace            | 5  | 4 | 1 | 0 | 23 | 8  | 15 | 13 | Bảng 4 | Đi tiếp  |
| 2      | Tongyeong City    | 5  | 4 | 0 | 1 | 37 | 7  | 30 | 12 | Bảng 8 | Đi tiếp  |
| 3      | Scorpions         | 5  | 4 | 0 | 1 | 28 | 10 | 18 | 12 | Bảng 3 | Đi tiếp  |
| 4      | Bukak Club        | 5  | 4 | 0 | 1 | 21 | 6  | 15 | 12 | Bảng 1 | Đi tiếp  |
| 5      | Hanuri            | 5  | 4 | 0 | 1 | 12 | 4  | 8  | 12 | Bảng 7 | Đi tiếp  |
| 6      | FC System         | 5  | 3 | 2 | 0 | 24 | 15 | 9  | 11 | Bảng 2 | Đi tiếp  |
| 7      | J Club            | 5  | 3 | 1 | 1 | 18 | 16 | 2  | 10 | Bảng 5 | Play-off |
| 8      | Myeongji Unicorns | 5  | 2 | 1 | 2 | 16 | 9  | 7  | 7  | Bảng 6 |          |

Trận play-off diễn ra giữa đội nhì Bảng 9 và đội nhì bảng thứ 7 so với các bảng khác.
| Sinu Club | 4 – 3 | J Club |
| --------- | ----- | ------ |
|           |       |        |

### Sơ loại chung kết
| Union FC | 1 – 7 4 – 5 5 – 12 | Chungju Solveige |
| -------- | ------------------ | ---------------- |
|          |                    |                  |

| FC Challenger | 2 – 4 2 – 3 4 – 7 | FC Ace |
| ------------- | ----------------- | ------ |
|               |                   |        |

| Soccermania | 5 – 3 10 – 2 15 – 5 | Hanuri |
| ----------- | ------------------- | ------ |
|             |                     |        |

| JEI Education FC | 7 – 4 [1] w/o | Scorpions |
| ---------------- | ------------- | --------- |
|                  |               |           |

| Bongshin Club | 4 – 2 3 – 1 7 – 3 | Bukak Club |
| ------------- | ----------------- | ---------- |
|               |                   |            |

| Guri EOS | 5 – 5 3 – 1 8 – 6 | FC System |
| -------- | ----------------- | --------- |
|          |                   |           |

| Dau Club | 1 – 2 [2] w/o | Sinu Club |
| -------- | ------------- | --------- |
|          |               |           |

| Pohang City | 5 – 0 5 – 2 10 – 2 | Tongyeong City |
| ----------- | ------------------ | -------------- |
|             |                    |                |

#### Trận đấu quyết định hạt giống
Đội thắng đi tiếp vào Vòng 32 đội, đội thua thi đấu Vòng Hai ở Sơ loại chung kết.
| Seoul City | 1 – 0 | Đại học Soongsil |
| ---------- | ----- | ---------------- |
|            |       |                  |

#### Vòng Một
| World Cyber College | 0 – 4 | Đại học Kyungil |
| ------------------- | ----- | --------------- |
|                     |       |                 |

| Đại học Pai Chai | 3 – 0 | Đại học Hanmin |
| ---------------- | ----- | -------------- |
|                  |       |                |

| Đại học Suwon CEC | 0 – 2 | Đại học Yong-In |
| ----------------- | ----- | --------------- |
|                   |       |                 |

#### Vòng Hai
| Đại học Kwangwoon | 4 – 2 | Industrial Bank of Korea |
| ----------------- | ----- | ------------------------ |
|                   |       |                          |

| Suwon City | 6 – 0 | Valeo Pyeonghwa |
| ---------- | ----- | --------------- |
|            |       |                 |

| Đại học Hàn Quốc | 3 – 0 | Sinu Club |
| ---------------- | ----- | --------- |
|                  |       |           |

| Đại học Konkuk | 3 – 2 | Đại học Dongeui |
| -------------- | ----- | --------------- |
|                |       |                 |

| Seosan Citizen | 3 – 0 | Hyundai Motor Company |
| -------------- | ----- | --------------------- |
|                |       |                       |

| Đại học Ajou | 4 – 2 | Đại học Hoseo |
| ------------ | ----- | ------------- |
|              |       |               |

| Đại học Hongik | 2 – 1 | Pohang City |
| -------------- | ----- | ----------- |
|                |       |             |

| JEI Education FC | 1 – 1 | Đại học Kyungil |
| ---------------- | ----- | --------------- |
|                  |       |                 |

| Cheongju Solveigs | 0 – 2 | Đại học Pai Chai |
| ----------------- | ----- | ---------------- |
|                   |       |                  |

| Gimpo Hallelujah | 0 – 0 | Bongshin Club |
| ---------------- | ----- | ------------- |
|                  |       |               |

| Ulsan Hyundai Mipo Dolphin | 8 – 0 | FC Ace |
| -------------------------- | ----- | ------ |
|                            |       |        |

| Incheon Korea National Railroad | 2 – 0 | Soccermania |
| ------------------------------- | ----- | ----------- |
|                                 |       |             |

| Đại học Hannam | 4 – 1 | Uijeongbu Raiders |
| -------------- | ----- | ----------------- |
|                |       |                   |

| Đại học Myongji | 1 – 0 | Đại học Incheon |
| --------------- | ----- | --------------- |
|                 |       |                 |

| Đại học Soongsil | 5 – 1 | Guri EOS |
| ---------------- | ----- | -------- |
|                  |       |          |

| Kyongshin Cable | 1 – 6 | Đại học Yong-In |
| --------------- | ----- | --------------- |
|                 |       |                 |

### Vòng Chung kết

#### Vòng 32 đội
| Ulsan Hyundai Mipo Dolphin                         | 3 – 3 | Đại học Kwangwoon                             |
| -------------------------------------------------- | ----- | --------------------------------------------- |
| Kim Yeong-Gi 34 Cheon Jeong-Hui 76 Park Jong-Uk 86 |       | 42 Lee Seong-Jae 73 Kim Tae-Su 90 Bae Ki-Jong |

| Pohang Steelers                                                       | 5 – 0 | JEI Education FC |
| --------------------------------------------------------------------- | ----- | ---------------- |
| Choi Chul-Woo 2, 34 Lee Kil-Yong 13 Park Won-Jae 28 Goran Petreski 72 |       |                  |

| Gwangju Sangmu Bulsajo                                                                          | 9 – 1 | Đại học Yong-In |
| ----------------------------------------------------------------------------------------------- | ----- | --------------- |
| Cho Jae-Jin 4 Son Jeong-Tak 10, 22 Kim Dae-Uk 56, 57, 72, 78 Jung Suk-Keun 64 Lee Hyeon-Dong 83 |       | 84 An Jae-Ho    |

| Chunnam Dragons  | 1 – 0 | Incheon Korea National Railroad |
| ---------------- | ----- | ------------------------------- |
| Shin Byung-Ho 69 |       |                                 |

| Daegu FC                                   | 5 – 2 | Đại học Myongji                  |
| ------------------------------------------ | ----- | -------------------------------- |
| Lee Sang-Il 6, 9, 38, 56 Song Jung-Hyun 34 |       | 69 Han Tae-You 72 Jeon Kwang-Jin |

| Busan I'cons                           | 2 – 2 | Đại học Konkuk                     |
| -------------------------------------- | ----- | ---------------------------------- |
| Andy Cooke 52 Castillo Harry German 71 |       | 4 Kim Hyung-Bum 58 Ju Hyeong-Cheol |

| Suwon City                                | 3 – 0 | Bongshin Club |
| ----------------------------------------- | ----- | ------------- |
| Park Yeong-Deok 32, 37 Jeon Gyeong-Jin 38 |       |               |

| Ulsan Hyundai Horangi                     | 3 – 2 | Đại học Soongsil                    |
| ----------------------------------------- | ----- | ----------------------------------- |
| Lucenilde Pereira da Silva 44 Dodô 64, 87 |       | 56 Yoo Hong-Youl 78 Kim Jeong-Gyeom |

| Police | 0 – 0 | Đại học Hongik |
| ------ | ----- | -------------- |
|        |       |                |

| Suwon Samsung Bluewings       | 2 – 3 | Đại học Kyunghee                                   |
| ----------------------------- | ----- | -------------------------------------------------- |
| Moacir Bastos Tuta 18 Enio 37 |       | 16 Kim Won-Jae 27 Sin Dae-Gyeong 70 Jeong Yang-Han |

| Anyang LG Cheetahs          | 1 – 2 | Đại học Hàn Quốc             |
| --------------------------- | ----- | ---------------------------- |
| Agnaldo Cordeiro Pereira 88 |       | 44 Lee Jin-U 72 Jo Min-Haeng |

| Jeonbuk Hyundai Motors | Đi tiếp | Seoul City |
| ---------------------- | ------- | ---------- |
|                        |         |            |

| Seongnam Ilhwa Chunma                                             | 5 – 3 | Đại học Ajou                        |
| ----------------------------------------------------------------- | ----- | ----------------------------------- |
| Kim Dae-Eui 29 Kim Do-Hoon 47, 76 Kim Jeong-Jae 63 Seo Gwan-Su 67 |       | 21, 65 Choi Hyo-Jin 80 Kim Jae-Sung |

| Daejeon Citizen                          | 3 – 0 | Đại học Hannam |
| ---------------------------------------- | ----- | -------------- |
| Kim Jong-Hyeon 65 Lee Kwan-Woo 72(PK) 81 |       |                |

| Goyang KB Kookmin Bank                                                             | 5 – 0 | Đại học Pai Chai |
| ---------------------------------------------------------------------------------- | ----- | ---------------- |
| Jang Seong-Uk 20 Lee Ho-sung 37 Seong Jong-Hyeon 60 Kim Gi-Jong 62 Baek Seung-U 71 |       |                  |

| Bucheon SK                         | 2 – 0 | Seosan Citizen |
| ---------------------------------- | ----- | -------------- |
| Park Seong-Cheol 31 Lee Won-Sik 62 |       |                |

#### Vòng 16 đội
| Ulsan Hyundai Mipo Dolphin | 0 – 1 (aet) | Pohang Steelers   |
| -------------------------- | ----------- | ----------------- |
|                            |             | 102 Woo Sung-Yong |

| Gwangju Sangmu Bulsajo | 0 – 2 | Chunnam Dragons                            |
| ---------------------- | ----- | ------------------------------------------ |
|                        |       | 8 Itamar Batista Da Silva 16 Shin Byung-Ho |

| Daegu FC                           | 2 – 1 | Đại học Konkuk   |
| ---------------------------------- | ----- | ---------------- |
| Park Seong-Hong 24 Ha Eun-Cheol 74 |       | 57 Kim Hyung-Bum |

| Suwon City | 0 – 2 | Ulsan Hyundai Horangi                |
| ---------- | ----- | ------------------------------------ |
|            |       | 1 Dodô 50 Lucenilde Pereira da Silva |

| Police                                                               | 5 – 2 | Đại học Kyunghee   |
| -------------------------------------------------------------------- | ----- | ------------------ |
| Seong Ho-Sang 34 Nam Gi-Seong 53 Lee Yeong-Uk 59 Lee Sang-Tae 64, 79 |       | 56, 66 Park Jin-Ok |

| Đại học Hàn Quốc | 1 – 3 | Jeonbuk Hyundai Motors          |
| ---------------- | ----- | ------------------------------- |
| Gang Gi-Eon 2    |       | 1(PK), 27 Edmilson 77 Chu Un-Gi |

| Seongnam Ilhwa Chunma | 1 – 5 | Daejeon Citizen                                                               |
| --------------------- | ----- | ----------------------------------------------------------------------------- |
| Kim Do-Hoon 64(PK)    |       | 12 Lim Yeong-Ju 31 Kim Jong-Hyeon 45, 71 Alison Barros Moraes 63 Lee Kwan-Woo |

| Goyang KB Kookmin Bank | 1 – 2 (aet) | Bucheon SK                          |
| ---------------------- | ----------- | ----------------------------------- |
| Lee Ho-sung 53         |             | 75 Lee Won-Sik 92 Cheick Oumar Dabo |

#### Tứ kết
| Pohang Steelers | 0 – 1 | Chunnam Dragons               |
| --------------- | ----- | ----------------------------- |
|                 |       | 82 Julio Cesar Gouveia Vieira |

| Daegu FC | 0 – 1 (asdet) | Ulsan Hyundai Horangi |
| -------- | ------------- | --------------------- |
|          |               | 107 Yoo Kyoung-Youl   |

| Police | 0 – 1 | Jeonbuk Hyundai Motors |
| ------ | ----- | ---------------------- |
|        |       | 42 Seo Hyuk-Su         |

| Daejeon Citizen | 0 – 2 | Bucheon SK                         |
| --------------- | ----- | ---------------------------------- |
|                 |       | 76 Yun Jeong-Chun 90 Kim Gi-Hyeong |

#### Bán kết
| Chunnam Dragons                | 2 – 0 | Ulsan Hyundai Horangi |
| ------------------------------ | ----- | --------------------- |
| Itamar 45 Michel Neves Dias 55 |       |                       |

| Jeonbuk Hyundai Motors | 1 – 0 | Bucheon SK |
| ---------------------- | ----- | ---------- |
| Seo Hyuk-Su 7          |       |            |

#### Chung kết
| Chunnam Dragons      | 2 – 2 | Jeonbuk Hyundai Motors |
| -------------------- | ----- | ---------------------- |
| Shin Byung-Ho 51, 65 |       | 9, 47 Edmilson         |

| Cúp FA Hàn Quốc Đội vô địch 2003       |
| -------------------------------------- |
| Jeonbuk Hyundai Motors Danh hiệu thứ 2 |

## Giải thưởng
- Cầu thủ xuất sắc nhất giải đấu: Edmilson (Jeonbuk Hyundai Motors)